# Marx Augustin
Marx Augustin (connu aussi sous le nom de Markus Augustin; né en 1643 à Vienne où il est mort le 11 mars 1685) fut un ménestrel, joueur de cornemuse et un poète. Il est essentiellement connu pour sa chanson Oh du lieber Augustin.

## Au cinéma
- 1922 : Oh, du lieber Augustin

## Sources de la traduction
- (de) Cet article est partiellement ou en totalité issu de l’article de Wikipédia en allemand intitulé « Marx Augustin » (voir la liste des auteurs).